# دیوید ویسبارت
دیوید ویسبارت (انگلیسی: David Weisbart؛ ۲۱ ژانویهٔ ۱۹۱۵ – ۲۱ ژوئیهٔ ۱۹۶۷) یک تهیه‌کننده و تدوین‌گر اهل ایالات متحده آمریکا بود.

## فیلم‌شناسی
- میلدرد پیرس (تدوین‌گر)
- آرام‌بخش (تهیه‌کننده)
- باغ وحش شیشه‌ای (تدوین‌گر)
- سرچشمه (تدوین‌گر)
- کارسون‌سیتی (تهیه‌کننده)
- لبه تاریکی (تدوین‌گر)